# Чинчик, Павел Иванович
Павел Иванович Чинчик (1786—1854) — генерал-майор, участник Отечественной войны 1812 г. и подавления Польского восстания 1831 г.
Родился 15 января 1786 г. в г. Соснице и происходил из дворянской семьи. В 1800 г. Чинчик поступил на службу в Невский пехотный полк подпрапорщиком.
В течение Отечественной войны Чинчик вместе с Невским полком сначала участвовал в сражениях с пруссаками у Роне, а затем, 19 сентября 1812 г. в сражении при Чашниках и 1—2 ноября в бою при мызе Смолянах, где получил рану; за отличие награждён орденом св. Владимира 4-й степени с бантом.
В 1816 г. Чинчик был произведён в майоры и назначен батальонным командиром в Подольском пехотном полку. 12 декабря 1824 г. за беспорочную выслугу 25 лет в офицерских чинах был награждён орденом св. Георгия 4-й степени (№ 3831 по списку Григоровича — Степанова). В 1827 г. Чинчик был назначен полковым командиром Белостокского пехотного полка.
Во время усмирения польских мятежников в 1831 г. Чинчик участвовал в нескольких сражениях, и в одном получил контузию, а за отличие в сражении при Грохове 13 февраля, награждён золотой саблей с надписью «За храбрость».
В 1832 г. Чинчик был назначен командующим 1-й бригадой 15-й пехотной дивизии. В 1833 г. по болезни, возникшей от полученной в 1831 г. контузии, Чинчик был уволен от службы с производством в генерал-майоры. С тех пор он жил в г. Соснице, а затем переселился в Новгород-Северский уезд. В 1841 г. Чинчик был избран предводителем дворянства Новгород-Северского уезда.
Чинчик умер 26 февраля 1854 г. в своем имении близ Новгород-Северского.